# تا وقتی برایت اتفاق بیفتد
«تا وقتی برایت اتفاق بیفتد» (انگلیسی: Til It Happens to You) ترانه‌ای از خوانندهٔ آمریکایی لیدی گاگا است. او این ترانه را به صورت مشترک با داین وارن برای مستند شکارگاه (۲۰۱۵) — که در آن به آزار جنسی در پردیس دانشگاه‌های ایالات متحده می‌پردازد — نوشت. این ترانه از طریق اینترنت به دلیل ضبط غیررسمی ساخته‌شده در اولین نمایش فیلم در جشنواره فیلم ساندنس ۲۰۱۵ لیک شده بود. ترانه پس از آن در در ۱۸ سپتامبر ۲۰۱۵ توسط اینترسکوپ رکوردز در خرده‌فروشان دیجیتالی منتشر شد. کارگردان و تهیه‌کننده فیلم به دنبال شخص با نفوذی بوده‌است که ترانه‌ای را برای آن بنویسد و سرپرست موسیقی، بانی گرینبرگ با وارن که به این کار علاقه‌مند بود، تماس گرفت. او ترانه را با گاگا نوشت و تهیه‌کننده، نیل راجرز آن‌ها را در هنگام ضبط همراهی کرد و پیشنهادهایی را ارائه داد.
«تا وقتی برایت اتفاق بیفتد» یک ترانهٔ عمومی در مورد هر نوع باخت در زندگی است. این ترانه در دو سکانس فیلم قرار گرفت و درد تعرض جنسی را جلوه داد. این ترانه متشکل از تولید ارکسترال با تارهای ساز و یک آواز بیانی احساسی از گاگا است.